# 源宗雅
源 宗雅（みなもと の むねまさ）は、平安時代末期から鎌倉時代初期にかけての公卿。村上源氏雅兼流。非参議従三位。父は右中弁源雅綱。母は正四位下惟信の女。息男の顕兼は『古事談』の編者として知られる。

## 経歴
- 保延5年（1139年）1月5日、従五位下に叙される[1]。
- 久安6年（1150年）6月25日、治部少輔に任ぜられる。
- 仁平3年（1153年）1月5日、従五位上に昇叙。
- 応保元年（1161年）10月8日、正五位下に昇叙[2]。
- 応保2年（1162年）4月15日、民部権少輔に遷る。同年7月17日、越後守を兼ねる。
- 仁安元年（1166年）8月27日、越後守を止める。
- 治承4年（1180年）1月28日、左馬権頭に遷る。
- 養和元年（1181年）12月29日、従四位下に昇叙[3]。
- 寿永2年（1183年）1月27日、従四位上に昇叙。
- 文治2年（1186年）12月15日、刑部卿に任ぜられる。
- 文治5年（1189年）11月13日、正四位下に昇叙[4]。
- 建仁3年（1203年）3月2日、従三位に叙される。刑部卿は元の如し。同年10月24日、息男顕兼に刑部卿を譲る。
- 元久元年（1204年）3月7日、出家。同年7月14日、薨去。享年69。

## 系譜
- 父：源雅綱
- 母：正四位下惟信の女
- 妻：石清水別当光清の女
  - 男子：源顕兼（1160-1215）
- 生母不明の子女
  - 男子：源具兼
  - 女子：顕子